# Ranutovac
Ranutovac (Servisch cyrillisch Ранутовац) is een plaats in de Servische gemeente Vranje. De plaats telt 490 inwoners (2002).